# جون جي. كونسيدين
جون جي. كونسيدين هو سياسي أمريكي، ولد في 18 يوليو 1948 في ديترويت في الولايات المتحدة. نشط حزبياً في الحزب الديمقراطي. وقد انتخب عضو مجلس نواب فلوريدا ‏.